# Gwiazdozbiór Pucharu
Puchar (łac. Crater, dop. Crateris, skrót Crt) – gwiazdozbiór nieba południowego, położony blisko równika niebieskiego. Jest to konstelacja słabo widoczna, 53. co do wielkości, znana już w starożytności. Liczba gwiazd dostrzegalnych nieuzbrojonym okiem wynosi około 20. W Polsce najlepiej widoczna jest wiosną. Obszar ten zawierał kiedyś dwa inne, zarzucone przez astronomów, gwiazdozbiory. W XVIII w. francuski astronom J.J.Lalande wprowadził gwiazdozbiór Kota (Felis), leżący między Hydrą a Pompą, a inni wprowadzili Sowę (Noctua), leżącą przy ogonie Hydry.

## Mity i legendy
Grecki mit łączy go z gwiazdozbiorem Kruka. Wyobraża kielich mitologicznego boga wina Dionizosa lub część pucharu greckiego boga Apolla, który potrzebował wody, aby złożyć ofiarę Zeusowi, wysłał kruka, by przyniósł wodę ze źródła na Ziemi. Po drodze łakomy kruk zatrzymał się, by zjeść figi. By mieć alibi, schwytał węża wodnego (Hydrę) i winił go za swoje spóźnienie. Ale Apollo przejrzał oszustwo i wygnał całą trójkę na niebo.

## Najjaśniejsze gwiazdy
Blade gwiazdy nie bardzo mogą poruszyć wyobraźnię obserwatorów. Konstelacja składa się ze słabych gwiazd, najjaśniejsza, Delta Crateris (δ Crt) ma jasność 3,56m, pozostałe – w kolejności: Gamma Crateris (γ Crt), Alfa Crateris (α Crt), Beta Crateris (β Crt), θ, ζ i ε Crt – są jaśniejsze niż 5m. Wymienione gwiazdy wraz z η Crt (5,2m) tworzą kształt przypominający puchar. Ponieważ wszystkie te gwiazdy są czwartej lub piątej wielkości, więc trzeba ciemnego nieba, żeby je wyraźnie zobaczyć.
- Delta Crateris, typ widmowy K0 III, jasność 3,56m, odległość 195 lat świetlnych,
- Gamma Crateris, typ widmowy A9 V, jasność 4,06m, odległość 84 lata świetlne,
- Alfa Creteris, (Alkes, co znaczy puchar) typ widmowy K1 III, jasność 4,08m, odległość 174 lata świetlne.

W gwiazdozbiorze znajduje się gwiazda zmienna R Crateris, jest to czerwona gwiazda półregularna (typ widmowy M7) o jasności w zakresie 9,8-11,2m w okresie około 160 dni.

## Galaktyki
Ponieważ Puchar leży daleko od Drogi Mlecznej, duża część obiektów do obserwacji przez astronomów amatorów to małe blade galaktyki. Konstelacja zawiera kilka galaktyk spiralnych, w tym NGC 3511 (w parze z NGC 3513) na zachód od β Crt, NGC 3887 ponad ζ Crt oraz NGC 3981 na granicy z Krukiem – wszystkie odkryte przez Williama Herschela. Do ich obserwacji potrzebny jest teleskop średnich rozmiarów.